# Pharyngochromis acuticeps
Pharyngochromis acuticeps es una especie de pez de la familia Cichlidae en el orden de los Perciformes.

## Morfología
Los machos pueden llegar alcanzar los 12 cm de longitud total.

## Depredadores
En Zimbabue es depredado por Hydrocynus vittatus 

## Hábitat
Es una especie de agua dulce de clima tropical.

## Distribución geográfica
Se encuentran en África: río Zambeze.